# The Birth of a Man
The Birth of a Man è un film muto del 1916. Il nome del regista non viene riportato nei credit.
Il film venne girato nel 1915, prima che Henry B. Walthall lasciasse la Balboa, ma non fu distribuito fino al 1916. Potrebbe essere stato allungato, rimpolpandolo con materiale scartato, dalla Celebrated Players fino a farlo diventare un lungometraggio. È anche possibile che il film dovesse essere distribuito con un altro titolo, ma gli venne dato quello di The Birth of a Man probabilmente per sfruttare la popolarità di The Birth of a Nation (La nascita di una nazione) di Griffith che aveva tra i suoi interpreti proprio Walthall.

## Trama
Un miliardario viene aggredito, derubato e abbandonato in un granaio in fiamme. L'uomo riesce a salvarsi ma vaga per giorni tra le colline senza trovare aiuto. Quando finalmente arriva in città, va a chiedere aiuto da alcuni suoi amici ma nessuno di loro lo riconosce. Neppure a casa sua trova migliore accoglienza: vedendo quell'uomo sporco, lacero, con la barba lunga, vestito da barbone, i domestici lo scacciano. L'unico che gli offre aiuto e un po' di cibo è un povero vagabondo. Il miliardario riesce, però, a penetrare in casa dove, finalmente, può lavarsi, pulirsi e radersi. Rivestito dei suoi abiti, ritrova il suo aspetto abituale e tutti lo riconoscono. L'esperienza vissuta lo ha profondamente cambiato: mentre prima disprezzava i poveri, vedendoli solo come parassiti, adesso si rende conto di quello che gli indigenti devono sopportare. E, riconoscendo che l'unico che gli ha offerto aiuto e gentilezza è stato proprio un pover'uomo, decide di dedicare la propria vita all'aiuto dei meno fortunati.

## Produzione
Il film fu prodotto dalla Balboa Amusement Producing Company e dalla Celebrated Players Film Corporation. Venne girato a Long Beach, la cittadina californiana sede della casa di produzione.

## Distribuzione
Distribuito dalla B.S. Moss Motion Picture Corporation, il film uscì nelle sale cinematografiche statunitensi nell'aprile 1916.